# 사전주문
사전주문 또는 선주문은 아직 출시되지 않은 항목에 대한 주문을 말한다. 선주문은 특정 상품의 높은 인기로 인해, 매장에서 해당 상품을 찾기 힘들어지자 등장한 개념이다.
선주문은 소비자들로 하여금 제품이 출시되는 즉시 출하를 보장받을 수 있도록 했고, 제조업체들은 수요가 얼마나 될지 측정이 가능함에 따라 최소한의 판매를 보장받을 수 있게 되었다. 또한 판매량을 늘리기 위해 선주문의 비율을 높이는 경우도 있다.

## 같이 보기
- 크라우드펀딩